# Алькаиде, Ана
Ана Алькаиде (исп. Ana Alcaide, р. 1976?, Мадрид, Испания) — испанская певица и музыкант, играющая на никельхарпе, исполнительница музыки в стиле Средневековья, сефардской музыки и народной песни.

## Биография
Ана Алькаиде родилась в Мадриде. С 8 лет обучалась игре на скрипке. Окончила мадридский университет Комплутенсе, специализировалась в области биологии. Во время пребывания в Швеции в рамках программы "Эразмус" Ана впервые познакомилась с никельхарпой или шведской клавишной скрипкой. После возвращения в Испанию она решила сконцентрироваться на профессиональной музыкальной карьере. В настоящее время Ана живёт и работает в Толедо, заочно обучаясь в Мальмской музыкальной академии.

## Творчество
В 2006 году Ана выпустила свой первый альбом Viola de Teclas (с исп. — «клавишная скрипка»). В вышедшем через два года альбоме Como la Luna y el Sol она дебютировала и как певица. Основу альбома  составляют народные испанские и сефардские мелодии.
Сейчас Ана выступает не только как солистка, но и входит в состав ансамбля Nemo.

### Дискография
- Viola de Teclas, (2006)
- Como la Luna y el Sol, (2008)
- La cantiga del fuego, (2012)
- Gotrasawala' (2015)